# Nana Bakassa (rivière)
La Nana Bakassa est un cours d’eau de la République centrafricaine. Affluent de la rive gauche de l’Ouham, elle traverse la préfecture du même nom.

## Géographie
La rivière prend sa source vers 630 m d’altitude au nord de l’Ouham, au point kilométrique 72 elle forme des chutes et arrose la localité de Nana-Bakassa, puis rejoint l’Ouham en aval du confluent de la Fafa après un cours de 212 km. Une station limnimétrique était installée à Bodori.